# 萨亚古斯
萨亚古斯（法語：Saillagouse，法語發音：[sajaɡuz] ⓘ）是法国东比利牛斯省的一个市镇，属于普拉德区。

## 地理
萨亚古斯（42°27'36"N, 2°2'23"E）面积11.35 平方千米，位于法国奧克西塔尼大區东比利牛斯省，该省份为法国大陆部分最南部的省份，涵盖了北加泰罗尼亚，北起奥德省，西接阿列日省和安道尔，南与西班牙接壤，东临地中海。
与萨亚古斯接壤的市镇（或旧市镇、城区）包括：利维亚、埃斯塔瓦尔、丰罗默-奥代约-维亚、埃讷、约村、埃尔、圣莱奥卡迪。
萨亚古斯的时区为UTC+01:00、UTC+02:00（夏令时）。

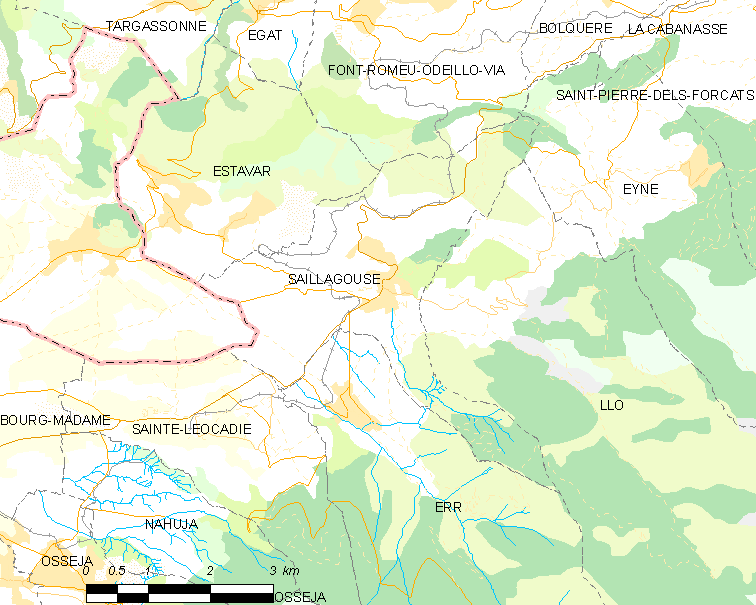
萨亚古斯的OSM定位图

## 行政
萨亚古斯的邮政编码为66800，INSEE市镇编码为66167。

## 政治
萨亚古斯所属的省级选区为加泰罗尼亚比利牛斯县。

## 人口

1962-2008年间萨亚古斯人口变化图示

萨亚古斯于2022年1月1日时的人口数量为1161人。